# Ilona Volk
Ilona Volk (* 17. März 1963 in Willich) ist eine deutsche Politikerin von Bündnis 90/Die Grünen und seit 2011 Bürgermeisterin von Schifferstadt. Sie ist die erste grüne Bürgermeisterin einer Gemeinde im Bundesland Rheinland-Pfalz.

## Leben
Ilona Volk wuchs im niederrheinischen Willich auf, wo sie eine Ausbildung zur Groß- und Außenhandelskauffrau absolvierte. Im Jahr 1990 zog sie nach Schifferstadt, wo sie als Bäckereiverkäuferin arbeitete. Volk ist geschieden und hat zwei Kinder.

## Politik
Für die Grünen wurde Volk im Jahre 1999 in den Stadtrat von Schifferstadt gewählt und war dort Fraktionsvorsitzende ihrer Partei. Von 2004 bis 2009 war sie Beigeordnete und führte den Geschäftsbereich Jugend und Soziales, außerdem ist sie Mitglied im Kreistag. Ab 2009 war sie wieder Fraktionsvorsitzende.
Am 10. April 2011 gewann sie die Stichwahl um das Amt des Bürgermeisters mit 63,4 % gegen Bruno Dell (CDU). Seit November 2011 übt sie ihr Amt aus.